# San Silvestro (Fermignano)
San Silvestro (nota, in ambito ecclesiastico, come San Silvestro in Iscleto per distinguerla da parrocchie omonime) è una frazione del comune di Fermignano, della provincia di Pesaro e Urbino, nelle Marche. Ha 370 abitanti ed un territorio di 2 km².
Il toponimo Iscleto deriva da iscletum , "querceto", nel quale secondo la leggenda fu costruito il monastero che diede origine al paese.
Il santo patrono è san Silvestro, che si festeggia il 31 dicembre.
La frazione ospita la "contrada di San Silvestro” che partecipa ogni anno al Palio della Rana del comune di Fermignano.

## Storia
L'esistenza in questo luogo di un'abbazia benedettina dedicata a San Silvestro è attestata alla metà dell'XI secolo: nel 1040 vi soggiornò san Pier Damiani. Il monastero potrebbe essere stato istituito durante il pontificato di papa Silvestro II (999-1003), data la dedica al suo omonimo predecessore.

## Monumenti e luoghi d'interesse
- Cripta dell'abbazia di San Silvestro in Iscleto

Costituisce l'ultimo resto dell'abbazia benedettina, risalente all'XI secolo, ed intitolata a Papa Silvestro II. Nel 1040 vi soggiornò San Pier Damiani. Verso i primi anni del XV secolo iniziò il lento declino dell'abbazia, fino al suo abbandono. La cripta fu riscoperta dopo la completa demolizione dei resti dell'abbazia, che doveva possedere una piccola chiesa in stile romanico (come si evince dallo stile della cripta). Inoltre sono sopravvissuti alcuni frammenti di sculture della prima metà del XII secolo, in stile lombardo-emiliano con influenze bizantine. Un edificio dell'abbazia, frutto di un intervento successivo ("chiesa vecchia") era in possesso di privati e fu demolito alla fine degli anni settanta. Non è visitabile perché rientra nella proprietà privata di un'antica casa colonica.
- Chiesa parrocchiale di San Silvestro in Iscleto

Sorge nella parte meridionale del nucleo abitato, in fondo a via Battaglia del Metauro, sull'asse nord-sud. Nel 1949 l'allora parroco don Dante Paoloni raccolse i fondi per la costruzione della chiesa. Il terreno fu ottenuto in permuta dalla famiglia Boni, che acquisì quello dove si trovava l'antica abbazia. I lavori iniziarono nel 1951 e terminarono l'anno successivo. Tra il 1955 ed il '58 fu eretto il campanile, separato dalla chiesa, sul lato sinistro, e nel 1960 furono benedette le nuove campane. Nel 1956 fu completata anche la canonica sul lato destro della chiesa, che in quei primi anni ospitò anche un asilo ed il circolo A.C.L.I. Verso il 1966 la chiesa fu adeguata alle nuove disposizioni del Concilio Vaticano II, con l'altar maggiore che fu rifatto, distaccandolo dal muro, ed il tabernacolo (rimosso dal muro) posto su di una colonna. Nel 1992 le facciate esterne furono adornate da marmi e da un rivestimento in mattoni a vista.
La facciata principale a capanna è dominata dalle tre grandi arcate a tutto sesto di un portico e culmina con un frontone, con una base più lunga e sporgente. L'interno è ad aula unica rettangolare con tre altari (il maggiore e due laterali), con soffitto piano ed abside semicircolare. È illuminato da sei finestre laterali centinate (tre per lato), oltre a due finestre laterali nell'abside. Il presbiterio è rialzato su di un gradino e delimitato da una balaustra. Il campanile è a pianta quadrata, ha una base rivestita di pietra e poi il resto in mattoni, si eleva per quattro piani segnati da monofore.